# Galileotoppen
Der Galileotoppen ist mit 1637 Metern der fünfthöchste Berg des Svalbard-Archipels im Arktischen Ozean.

## Entstehung des Namens
Der Galileotoppen wurde nach dem italienischen Physiker und Astronom Galileo Galilei (1564–1642) benannt. Der Name wurde 1962 von den Geologen Walter Brian Harland und David John Masson-Smith vorgeschlagen, als sie eine Karte des südlichen Ny-Friesland herausgaben.

## Lage und Umgebung
Der Galileotoppen liegt in der Berggruppe Chydeniusfjella. Diese befindet sich im Süden des Gebiets Ny-Friesland im Nordosten der Hauptinsel Spitzbergen.
Er liegt nur wenige Kilometer nordwestlich des Newtontoppen entfernt.

## Routen zum Gipfel
In südwestlicher Richtung ist dem Galileotoppen mit dem Trebrepasset ein Pass vorgelagert, der als Ausgangspunkt für eine Besteigung dienen kann. Von dort ausgehend kann der Galileotoppen über den Südgrat bestiegen werden. Auf der Wegstrecke wechseln sich felsige und schneebedeckte Abschnitte ab, ausgesetzte Passagen sowie eine brüchige Schneedecke bergen Gefahren. Der Aufstieg sollte mit Ausrüstung wie Steigeisen und Seilsicherung begangen werden. Auch ein Aufstieg über den Nord- oder Ostgrat wäre denkbar.